# Dendrosoter middendorffii
Dendrosoter middendorffii är en stekelart som först beskrevs av Julius Theodor Christian Ratzeburg 1848.  Dendrosoter middendorffii ingår i släktet Dendrosoter och familjen bracksteklar. Arten är reproducerande i Sverige. Utöver nominatformen finns också underarten D. m. schimitscheki.